# Čchen Ťi-ning
Čchen Ťi-ning (čínsky pchin-jinem Chén Jíníng, znaky zjednodušené 陈吉宁, tradiční 陳吉寧; * 4. února 1964 Kaj-čou) je čínský akademik a politik, od roku 2022 tajemník výboru Komunistické strany Číny v Šanghaji. Předtím byl v letech 2017–2022 starosta Pekingu, v letech 2012–2015 byl rektorem Univerzity Čching-chua a v letech 2015–2017 zastával post ministra ochrany životního prostředí v druhé Li Kche-čchiangově vládě.
Byl členem 19. ústředního výboru, a v současnosti je členem 20. ústředního výboru a 20. politbyra ÚV KS Číny.

## Mládí a vzdělání
Čchen Ťi-ning se narodil 4. února 1964 v Kaj-čou v provincii Liao-ning. V roce 1981 začal se studiem na Univerzitě Čching-chua, kde v roce 1986 získal bakalářské vzdělání v oboru environmentálního inženýrství. Poté vystudoval biochemii na Brunelově univerzitě a poté studoval na Imperial College v Londýně, kde roku 1993 získal titul PhD. Po promoci pracoval na Imperial College až do roku 1998 jako výzkumný asistent.

## Kariéra
V březnu 1998 se vrátil do Číny a stal zástupcem vedoucího, a o rok později vedoucím katedry environmentálního inženýrství na Univerzitě Čching-chua. V únoru 2006 se stal funkci prorektorem univerzity a o rok později byl povýšen na výkonného prorektora. Současně od ledna 2010 do února 2012 působil jako děkan školy pro postgraduální studium Univerzity Čching-chua a v období od ledna 2010 do července 2011 byl také děkanem školy pro postgraduální studium v Šen-čenu, taktéž působící v rámci Univerzity Čching-chua. V únoru 2012 byl Čchen Ťi-ning jmenován rektorem Univerzity Čching-chua, v této funkci zůstal až do ledna 2015, kdy byl jmenován ministrem ochrany životního prostředí Čínské lidové republiky. V roce 2015 byl členem poroty pro udělování Queen Elizabeth Prize for Engineering.
V květnu roku 2017 byl Čchen Ťi-ning jmenován starostou Pekingu. Stal se 17. osobou, která zastávala tuto funkci od založení Čínské lidové republiky. Byl též poslancem Všečínského shromáždění lidových zástupců 12. volebního období (2013–2018). Starostou Pekingu zůstal do 28. října 2022, kdy jej ve funkci nahradil Jin Jung.
28. října 2022 byl jmenován tajemníkem šanghajského městského výboru Komunistické strany Číny.